# سفر أويجن ديلاكروا إلى شمال أفريقيا

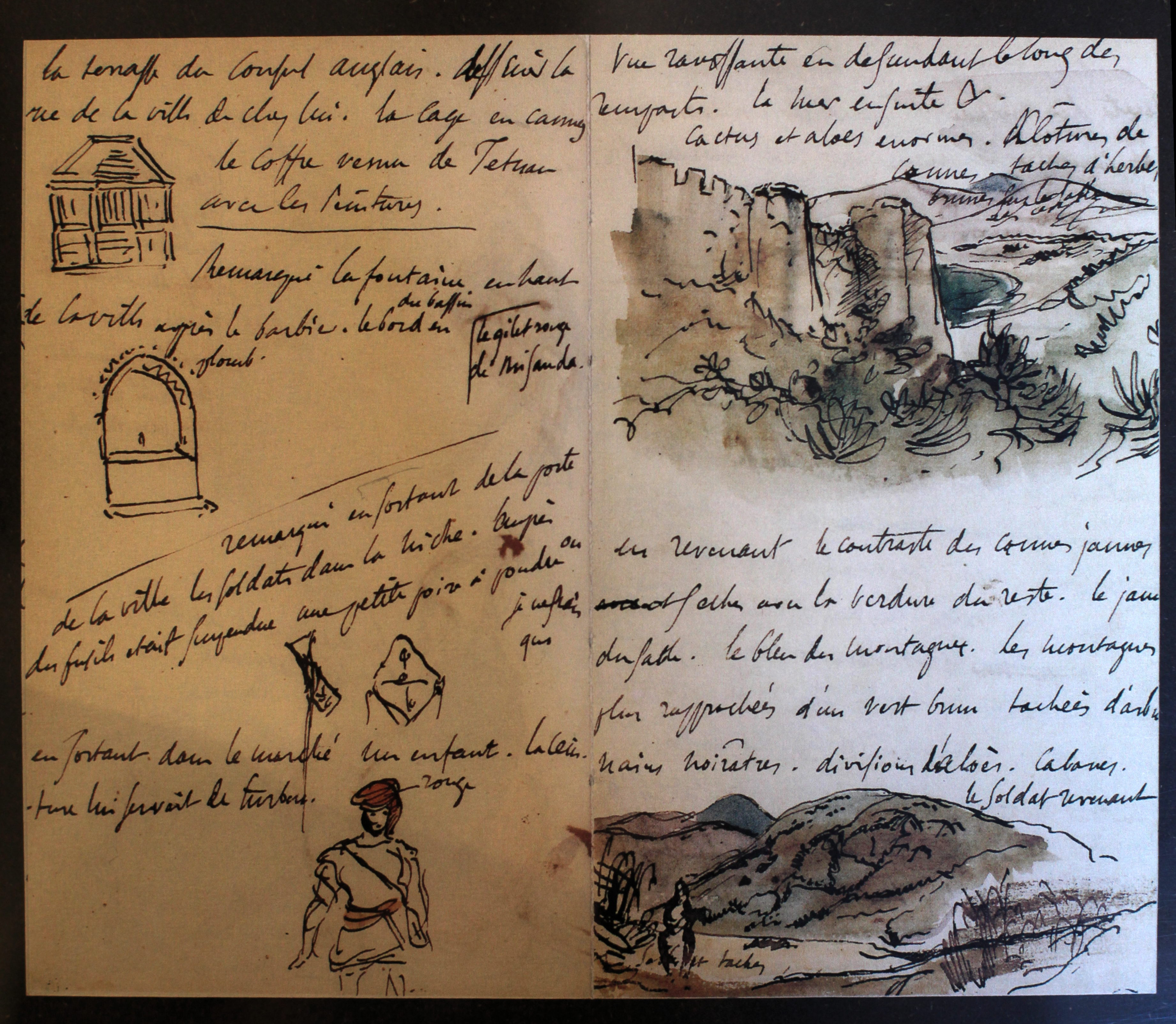
صفحة من صفحات كناش السفر لأويج ديلاكروا

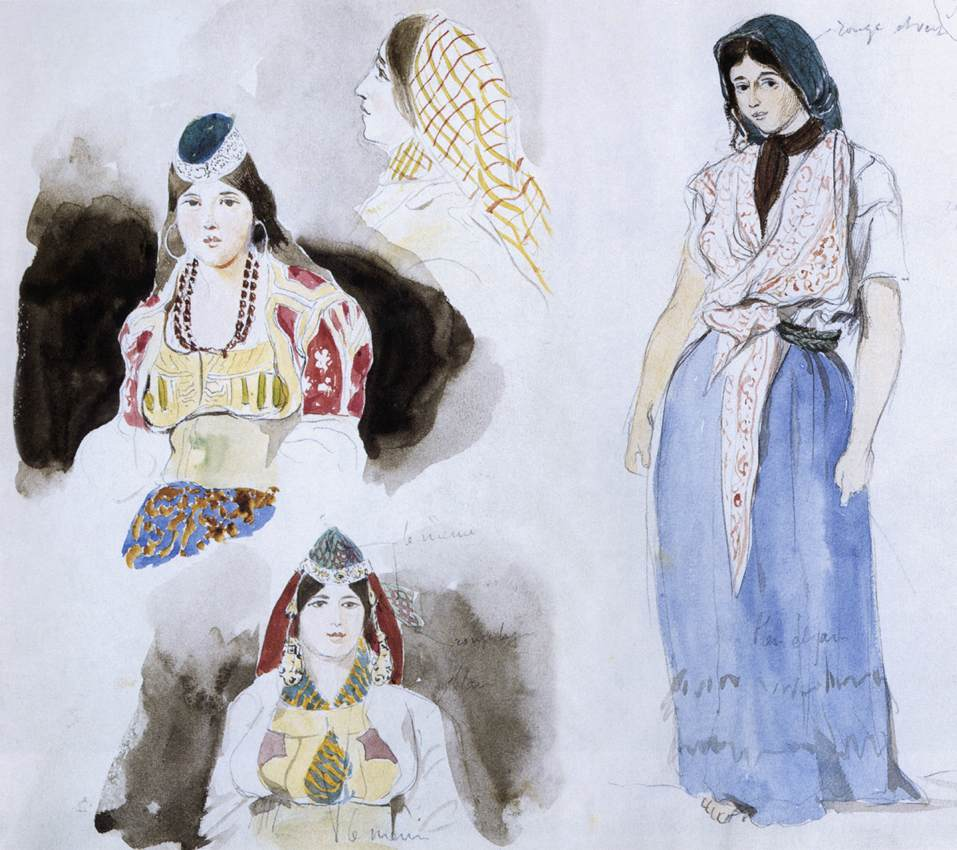
Eugène Delacroix - Femme marocaine 1832.

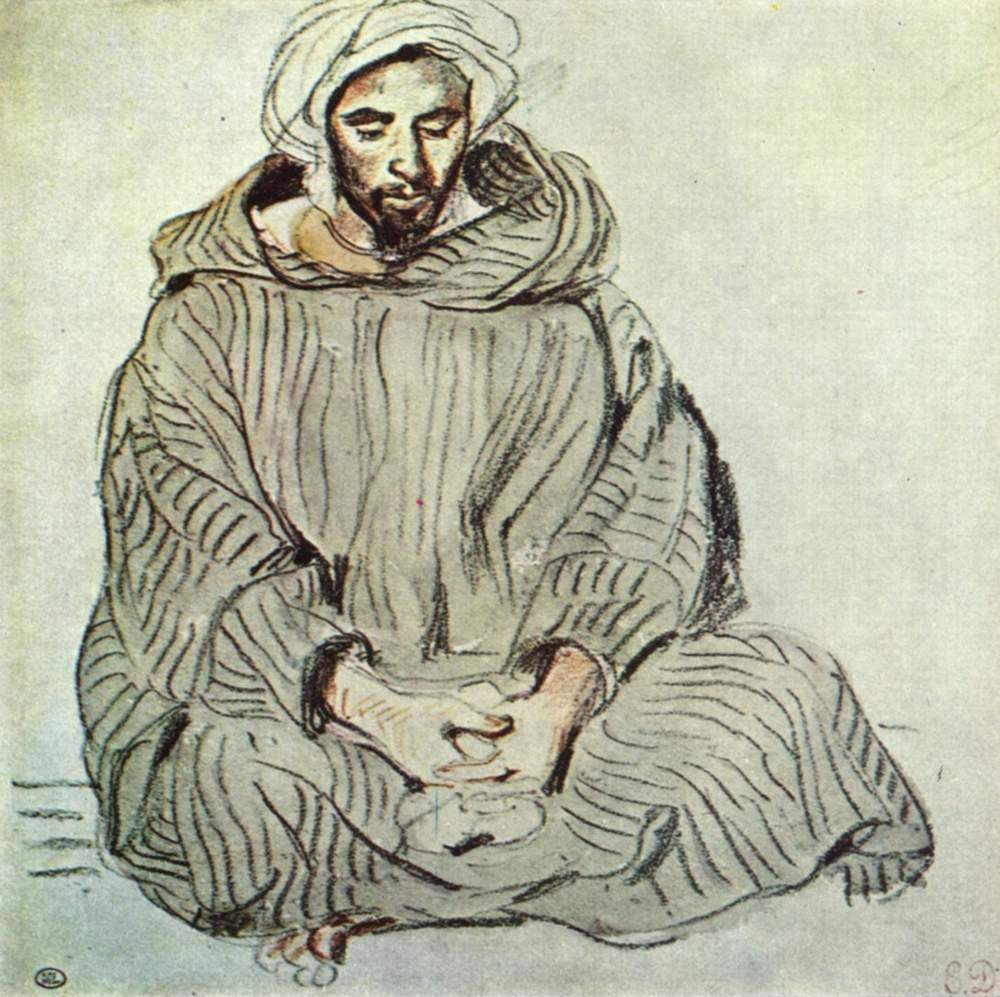
Eugène Delacroix, Étude d’Arabe assis.

سافر الرسام الفرنسي أوجين ديلاكروا إلى شمال إفريقيا في عام 1832. دام هذا السفر سبعة أشهر.

## الهدف من السفر

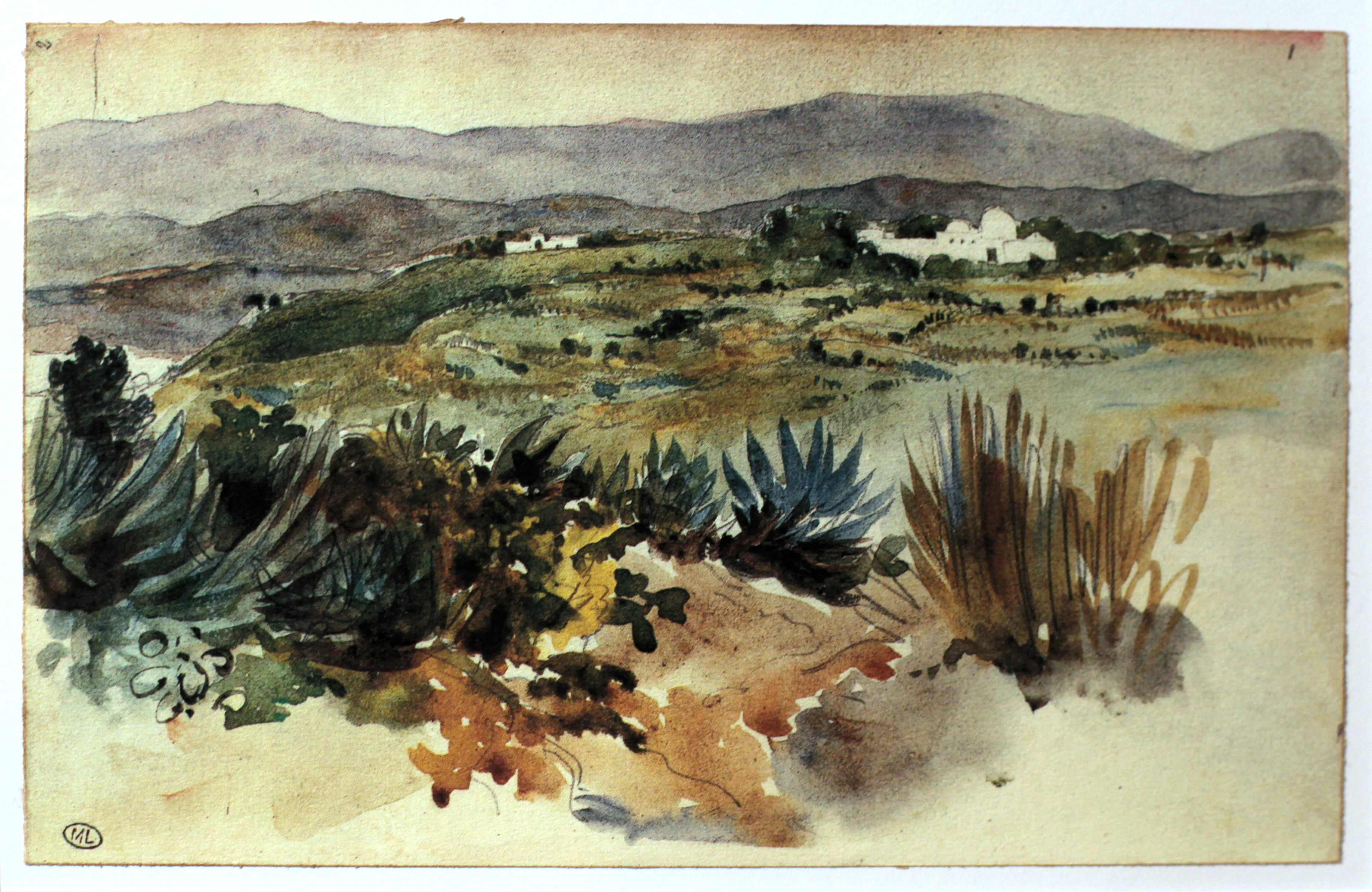
Paysage du Maroc aquarelle

## في المغرب

### وصوله إلى طنجة

في طنجة
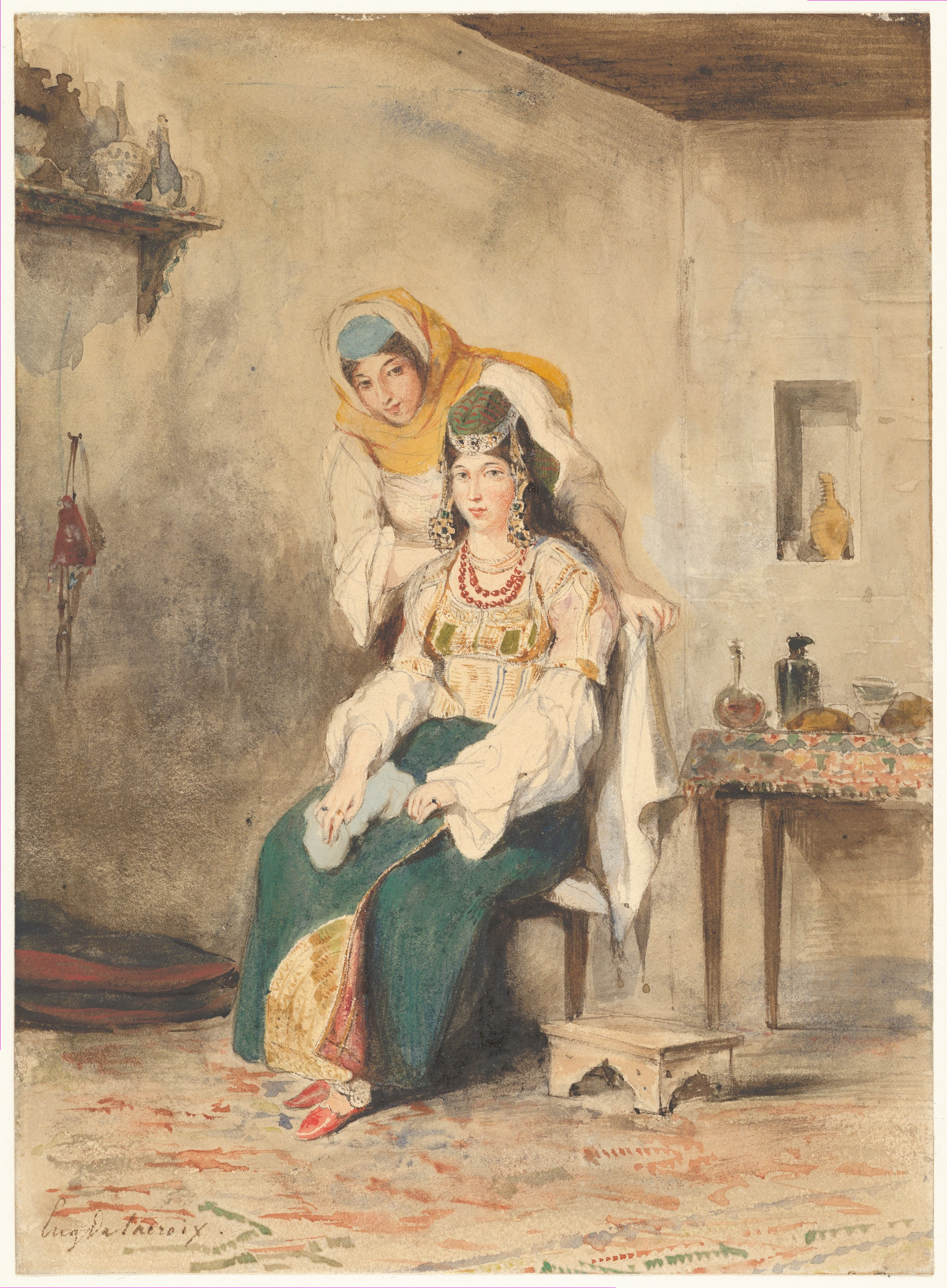
Saada épouse d'Abraham Ben-Chimol et Préciada, une de leurs filles' 1832، Metropolitan Museum، نيويورك (توضيح)
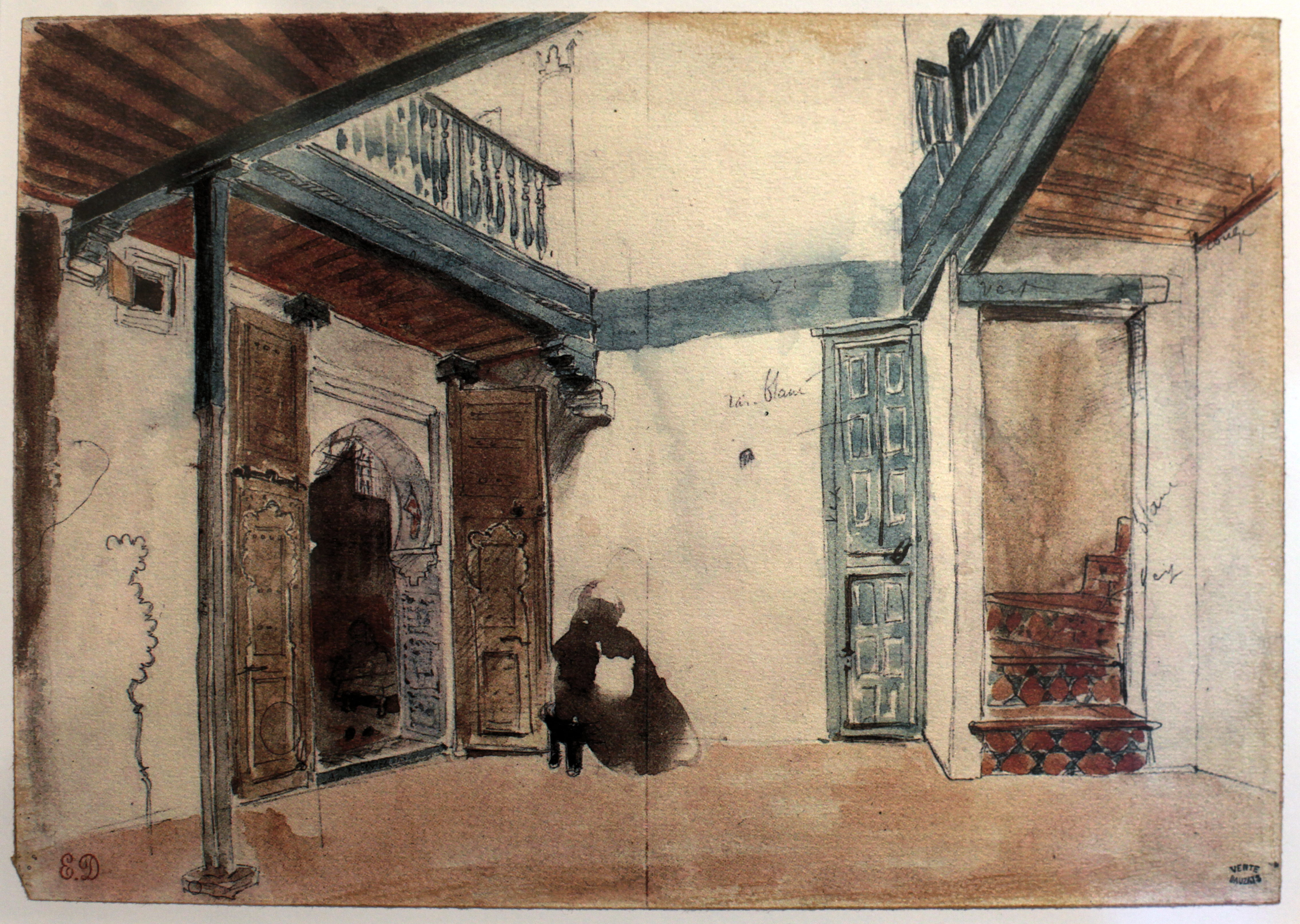
L'aquarelle de 1832 qui a inspiré la Noce juive au Maroc
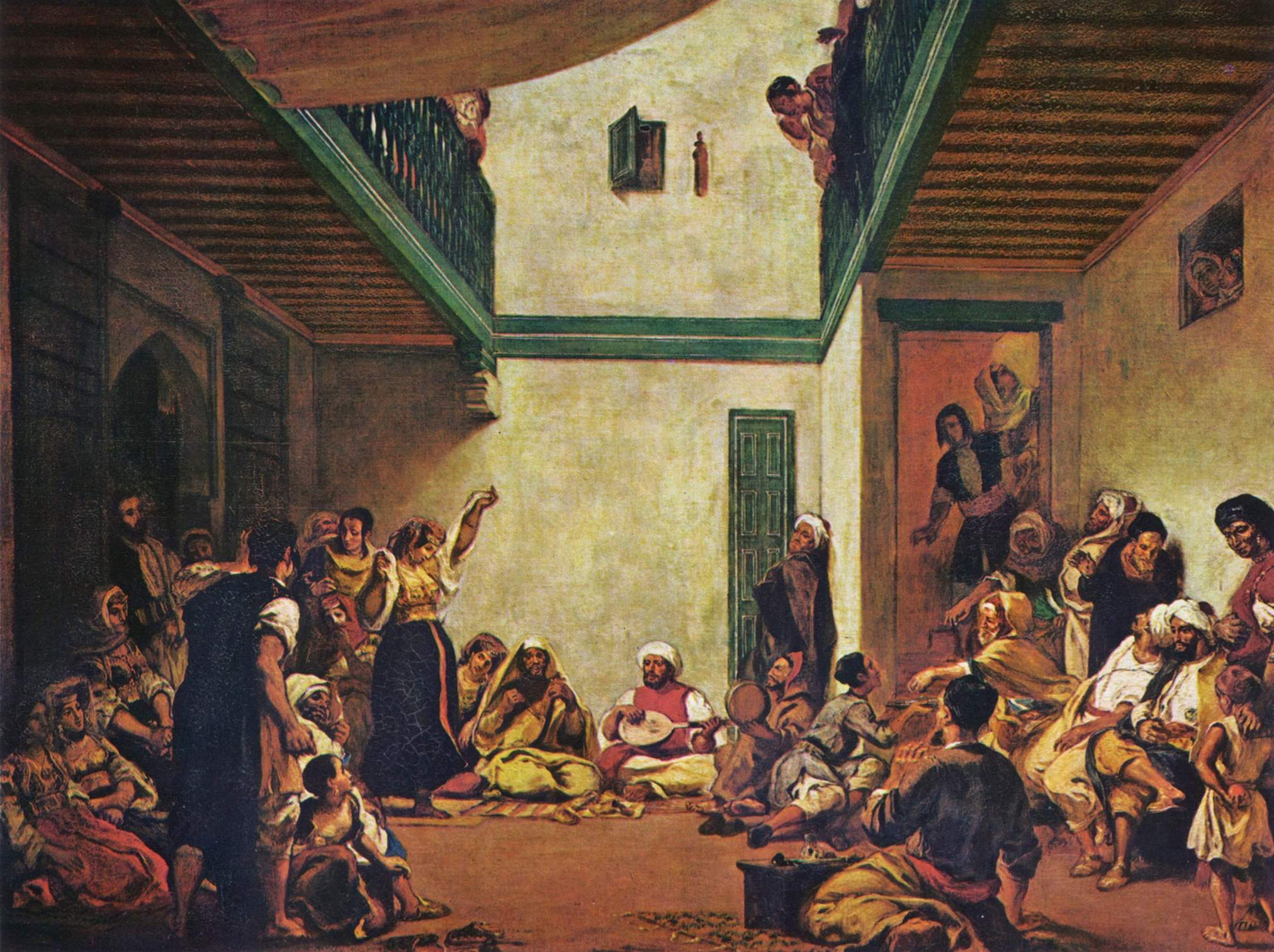
La Noce juive au Maroc, (1837-1841 متحف اللوفر

### في نواحي مكناس

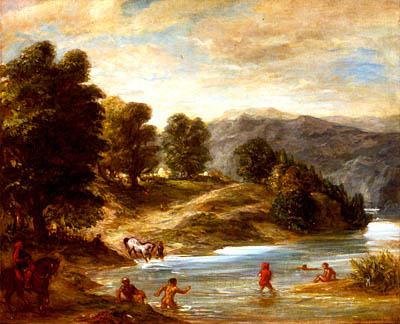
Eugène Delacroix, Les Bords du fleuve سبو (1858-1859), une vision en souvenir.

### في مكناس ذاتها

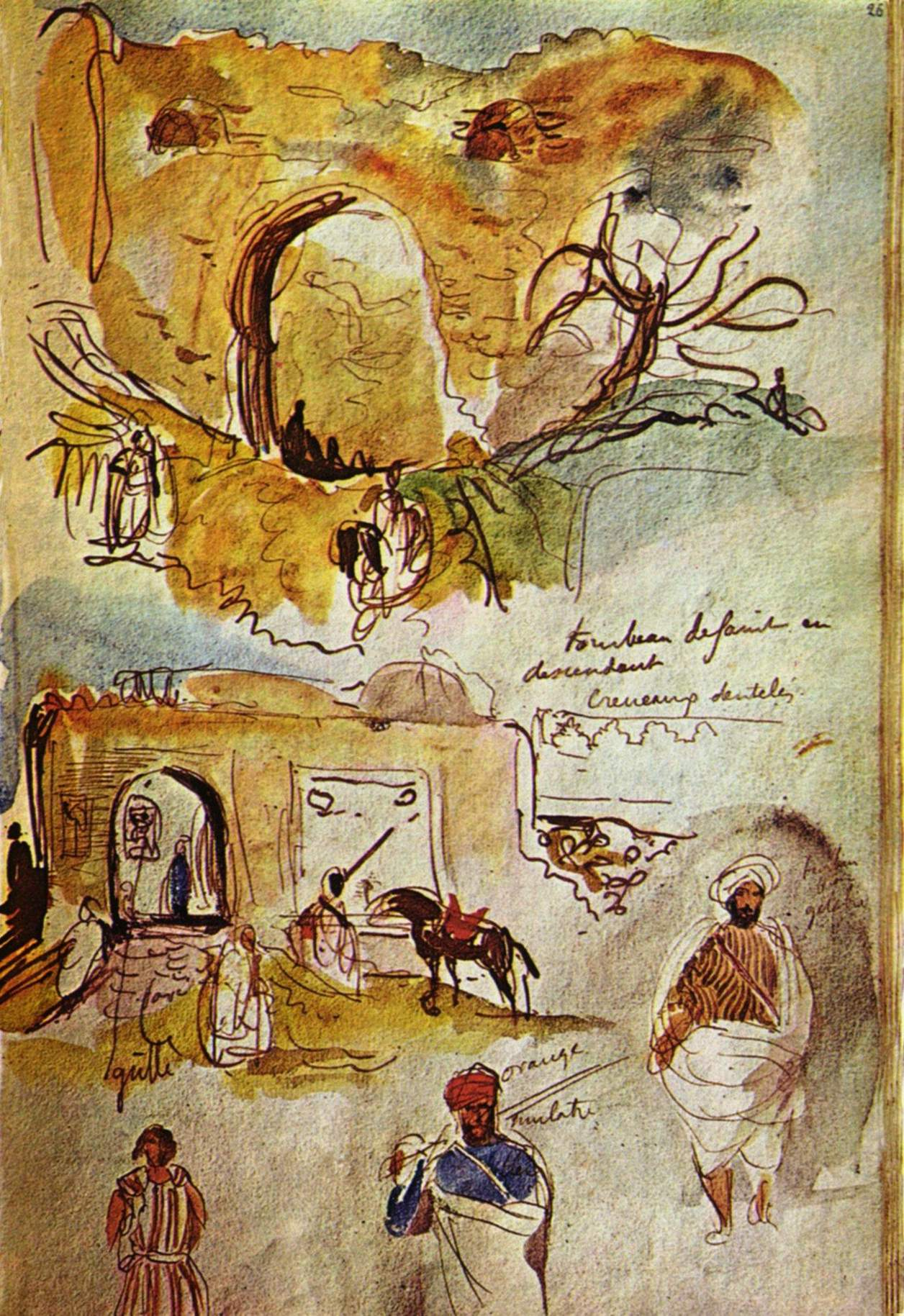
Eugène Delacroix, Album du Maroc (musée du Louvre).